# Tõhela
Tõhela – wieś w Estonii, w prowincji Parnawa, w gminie Tõstamaa. Na południe od wsi znajduje się piętnaste w Estonii pod względem powierzchni jezioro Tõhela.